# Rainer Hällfritzsch
Rainer Hällfritzsch (* 27. Dezember 1952 in Landau in der Pfalz) ist ein deutscher Dokumentarfilmer und Drehbuchautor.

## Leben
Nach Abitur 1971 und Zivildienst in Speyer studierte Hällfritzsch Erziehungswissenschaften an der Pädagogischen Hochschule Berlin. In den 1980er Jahren war er freier Printjournalist und 1986 Mitgründer des links-alternativen Radiosenders Radio 100. Seit 1988 dreht er Dokumentarfilme und ist Mitglied der Werkstatt für interkulturelle Medienarbeit (WIM e.V.) in Berlin-Schöneberg, bei der die meisten seiner Filme erschienen. Über die WIM ist Hällfritzsch Mitglied der Arbeitsgemeinschaft Dokumentarfilm (AG Dok).

## Werk
Zunächst drehte Hällfritzsch Filme über DDR- und Wendethemen, so 1988 die heimlich gefilmte „Bestandsaufnahme“ Bitteres aus Bitterfeld über das ostdeutsche Chemiedreieck, über deren Zustandekommen er 2015 eine weitere Dokumentation (Das war Bitteres aus Bitterfeld) für den MDR produzierte. Ging bereits Bitteres aus Bitterfeld aus einer Zusammenarbeit mit Ost-Berliner Oppositionellen hervor, zeigte er in Gegen Verfall und Ausverkauf (1989) die Aktivisten einer Winterfestmachung im verfallenden Holländischen Viertel in Potsdam, in Sprengtermin im April? (1990) die Besetzer des Kunsthauses Tacheles in Berlin-Mitte und in Schöne Aussichten für Langerwisch? (1991) die Kritiker einer Dorfsanierung bei Berlin. 1992 dreht er einen Film über das Ende des Jugendradiosenders DT64.
Danach befasste sich Hällfritzsch in mehreren Filmen mit Holocaust und Rechtsradikalismus. So begleitete er deutsche und US-Jugendliche bei den Proben zu einem gemeinsamen Theaterstück in Auschwitz (Enkelkinder, 1997), übernahm Schnitt und Realisation von sechs Filmen mit Interviews von Shoah-Überlebenden für die Großdokumentation Archiv der Erinnerung (1999) und drehte 2002 einen Film über ostdeutsche Lehrer mit rechtsradikalen Schülern, Rechte Schüler - Lehrer ratlos?. Eine dritte Werkgruppe entstand zum Thema Migration: 2003 und als Fortsetzung 2014 Interviewfilme mit jugendlichen Geflüchteten und im Auftrag des Berliner Senats Ratgeberfilme für arabische, türkische und deutsche Eltern (2005, 2009).
Viele seiner Filme entwickelte Hällfritzsch in Zusammenarbeit mit Ulrike Hemberger, Hochschulprofessorin für Soziale Kulturarbeit und ebenfalls Filmemacherin. Die frühesten Arbeiten vertrieb er auf Videokassetten, spätere auf DVD, die meisten über die WIM.

## Filmografie (Auswahl)
- 1988: Bitteres aus Bitterfeld (mit Margit Mioska und Ulrich Neumann)
- 1989: Gegen Verfall und Ausverkauf (mit Ulrike Hemberger)
- 1990: Berlin Mitte - BI's, Bonzen, Bürokraten (mit Ulrike Hemberger)
- 1990: Sprengtermin im April (mit Ulrike Hemberger)
- 1991: Schöne Aussichten für Langerwisch? (mit Ulrike Hemberger)
- 1992: Jugendradio DT64 – Chronik einer angekündigten Abwicklung (mit Ulrike Hemberger)
- 1997: Enkelkinder (mit Ulrike Hemberger)
- 1999: Archiv der Erinnerung (Schnitt, Realisation, mit Ulrike Hemberger)
- 1999: Die 3. Generation des Wohlfühlens (mit Ulrike Hemberger und Karl Hoffmann)
- 2002: Rechte Schüler - Lehrer ratlos? Ein Blick nach Ostdeutschland (mit Ulrike Hemberger)
- 2003: Bleiben will ich, wo ich nie gewesen bin (mit Hilde von Balluseck und Ulrike Hemberger)
- 2005: Das war Bitteres aus Bitterfeld (mit Ulrike Hemberger und Margit Miosga)
- 2005: Die ersten zwei Jahre – Tipps für Große mit Kids (mit Ulrike Hemberger)
- 2009: Von Zwei bis sechs – Tipps für Große mit Kids (mit Ulrike Hemberger)
- 2014: Fast ein halbes Leben – Drei Flüchtlinge in Deutschland erzählen (mit Petra Sattler)

## Preise
- 1990, mit Margit Miosga und Ulrich Neumann: Ökomedia 90, Spezialpreis der Jury für Bitteres aus Bitterfeld[2]
- 1999, 8e Biennale de l'Image en Mouvement, Genf, für Die 3. Generation des Wohlfühlens